# کاتالوگ ستارگان درخشان
کاتالوگ ستارگان درخشان (به انگلیسی: Bright Star Catalogue) که به دلیل‌های تاریخی به نام‌های گوناگون دیگری هم شناخته می‌شود فهرستی از مجموعهٔ ستارگان بر پایهٔ درخشندگی آن‌هاست. این کاتالوگ حاوی دادگانی در مورد ۹۱۱۰ ستاره‌ای است که همه از قدر ۶٫۵ پرنورتر هستند؛ که تقریباً همهٔ ستارگانی که با چشم غیر مسلح به راحتی از زمین قابل مشاهده هستند را شامل می‌شود. در واقع تنها ۱۰۹۶ قلم از این درخشندگان ستاره هستند. ۱۰ درخشندهٔ دیگر نواختر یا ابرنواختر، و ۴ جرم غیر ستاره‌ای نیز این کاتالوگ را می‌سازند: خوشه ستاره‌ای کروی توکان ۴۷ در صورت فلکی توکان، خوشه ستاره‌ای کروی ان جی سی ۲۲۸۱، و خوشه ستاره‌ای باز در صورت فلکی ارابه‌ران، و مسیه ۶۷ در صورت فلکی خرچنگ.